# 片山正通
片山正通（1966年8月24日—）是一名室內設計師與創意指導，出身於日本岡山縣岡山市（原為瀬戸町）。片山正通開設了室內設計公司Wonderwall（株式会社ワンダーウォール），也在武蔵野美術大學的空間演出設計學科擔任教授。

## 人物
片山正通在2000年自行創立了名為Wonderwall的室內設計公司。以室內設計作為職業生涯的起點，片山正通現在也從事創意指導、建築設計指導、不動產物件開發咨詢等不同領域的工作。日本以外，在歐洲、北美、大洋洲和亞洲各國也有片山正通的作品。

## 代表作
- 1998年
  - BAPE STORE/A BATHING APE各分店（原宿、澀谷、香港、紐約、倫敦等）
  - sunaokuwahara
- 2000年 - THE BANK
- 2002年 - BEAMS T
- 2003年 - DRAWER Aoyama
- 2004年 - 100%ChocolateCafe
- 2005年
  - Pierre Hermé Paris 青山
  - LOOPWHEELER
- 2006年
  - Uniqlo全球旗艦店（紐約、巴黎、銀座等地）
  - HYSTERIC GLAMOUR Aoyama
- 2007年
  - A.P.C. DAIKANYAMA HOMME
  - Dean & DeLuca（六本木、名古屋等）
- 2008年 - colette
- 2009年
  - NIKE 原宿（東京）
  - PASS THE BATON（丸之内、表参道）
  - Wonderwall Office（東京）
- 2010年
  - the SOHO（東京）
  - MACKINTOSH LONDON STORE（英國倫敦）
  - A-FACTORY（青森）
- 2011年
  - SUPER A MARKET（東京）
  - Westfield Sydney（雪梨）
  - OZONE（香港麗思卡爾頓酒店酒吧）
  - 代代木VILLAGE by kurkku（東京）
- 2012年
  - 寶滿宮竈門神社 授与所（福岡）
- 2013年
  - Thome Browne New York（青山）

## 獲得獎項
- 2009年：美國《Fast Company》雜誌在「100位在商業上最有創意的人士」排行榜中將片山正通選為第54名。
- 2007年：荷蘭的「優秀室內獎」（The Great Indoors Award）將年度最佳室內設計事務所獎頒給了片山正通主導的Wonderwall。
- 1996年：比利時的「INTERIEUR96 DESIGN FOR EUROPE」頒發了榮譽獎項給片山正通

## 外部連結
- Wonderwall （页面存档备份，存于）
- 片山正通（於武蔵野美術大學網站上的教師資料）
- 片山正通Facebook頁面 （页面存档备份，存于）
- 片山正通Twitter頁面 （页面存档备份，存于）